# World Athletics Relays 2024
6. World Athletics Relays – zawody lekkoatletyczne w biegach sztafetowych, organizowane pod egidą World Athletics, które odbyły się 4 i 5 maja 2024 roku na Thomas Robinson Stadium w stolicy Bahamów Nassau.
Rozgrywano jedynie biegi rozstawne wliczane do programu igrzysk olimpijskich w Paryżu w tym samym roku. Zawody były główną kwalifikacją olimpijską – awans w każdej z konkurencji uzyskało po 14 zespołów (osiem sztafet zostało wyłonionych pierwszego dnia, natomiast kolejne sześć wystąpi na igrzyskach poprzez repasaże, które odbyły się drugiego dnia zawodów).

## Program
Źródło: worldathletics.org.
| 4 maja | 4 maja                           | 4 maja     |
| ------ | -------------------------------- | ---------- |
| 19:05  | Sztafeta mieszana 4 × 400 metrów | Eliminacje |
| 19:50  | Sztafeta 4 × 100 metrów kobiet   | Eliminacje |
| 20:25  | Sztafeta 4 × 100 metrów mężczyzn | Eliminacje |
| 21:05  | Sztafeta 4 × 400 metrów kobiet   | Eliminacje |
| 21:49  | Sztafeta 4 × 400 metrów mężczyzn | Eliminacje |

| 5 maja | 5 maja                           | 5 maja   |
| ------ | -------------------------------- | -------- |
| 19:05  | Sztafeta 4 × 100 metrów mężczyzn | Repasaże |
| 19:40  | Sztafeta 4 × 100 metrów kobiet   | Repasaże |
| 20:05  | Sztafeta 4 × 400 metrów mężczyzn | Repasaże |
| 20:30  | Sztafeta 4 × 400 metrów kobiet   | Repasaże |
| 21:04  | Sztafeta mieszana 4 × 400 metrów | Repasaże |
| 21:40  | Sztafeta mieszana 4 × 400 metrów | Finał    |
| 21:50  | Sztafeta 4 × 100 metrów kobiet   | Finał    |
| 22:00  | Sztafeta 4 × 100 metrów mężczyzn | Finał    |
| 22:10  | Sztafeta 4 × 400 metrów kobiet   | Finał    |
| 22:20  | Sztafeta 4 × 400 metrów mężczyzn | Finał    |

## Wyniki
| WL – najlepszy wynik na listach światowych w sezonie \| CR – rekord zawodów \| NR – rekord kraju \| SB - najlepszy wynik w sezonie |

### Mężczyźni
| Konkurencja:            | 1. miejsce                                                                                             | Rezultat   | 2. miejsce | Rezultat | 3. miejsce                                                                    | Rezultat | Źródło |
| Sztafeta 4 × 100 metrów | Stany Zjednoczone · Courtney Lindsey · Kenneth Bednarek · Kyree King · Noah Lyles                      | 37,40 WL   | Kanada · Brendon Rodney · Andre De Grasse · Aaron Brown · Jerome Blake                                               | 37,89 SB | Francja · Méba-Mickaël Zézé · Jeff Erius · Pablo Matéo · Aymeric Priam        | 38,44    | [ 5 ]  |
| Sztafeta 4 × 400 metrów | Botswana · Busang Kebinatshipi · Letsile Tebogo · Leungo Scotch · Bayapo Ndori · Isaac Makwala (elim.) | 2:59,11 WL | Południowa Afryka · Gardeo Isaacs · Zakithi Nene · Antonie Matthys Nortje · Lythe Pillay · Wayde van Niekerk (elim.) | 3:00,75  | Belgia · Dylan Borlée · Robin Vanderbemden · Alexander Doom · Jonathan Sacoor | 3:01,16  | [ 6 ]  |

### Kobiety
| Konkurencja:            | 1. miejsce | Rezultat    | 2. miejsce | Rezultat   | 3. miejsce | Rezultat   | Źródło |
| Sztafeta 4 × 100 metrów | Stany Zjednoczone · Tamari Davis · Gabrielle Thomas · Celera Barnes · Melissa Jefferson                       | 41,85 WL CR | Francja · Chloé Galet · Gémima Joseph · Hélène Parisot · Mallory Leconte · Orlann Oliere (elim.)                                                         | 42,75 SB   | Wielka Brytania · Alyson Bell · Amy Hunt · Bianca Williams · Aleeya Sibbons · Asha Philip (elim.) · Imani Lansiquot (elim.) | 42,80      | [ 7 ]  |
| Sztafeta 4 × 400 metrów | Stany Zjednoczone · Quanera Hayes · Gabrielle Thomas · Bailey Lear · Alexis Holmes · Na’Asha Robinson (elim.) | 3:21,70 WL  | Polska · Marika Popowicz-Drapała · Iga Baumgart-Witan · Justyna Święty-Ersetic · Natalia Kaczmarek · Kinga Gacka (elim.) · Alicja Wrona-Kutrzepa (elim.) | 3:24,71 SB | Kanada · Zoe Sherar · Aiyanna Stiverne · Alyssa Marsh · Kyra Constantine                                                    | 3:25,17 SB | [ 8 ]  |

### Mieszane
| Konkurencja:                     | 1. miejsce | Rezultat      | 2. miejsce                                                              | Rezultat   | 3. miejsce                                                                    | Rezultat   | Źródło |
| Sztafeta mieszana 4 × 400 metrów | Stany Zjednoczone · Matthew Boling · Lynna Irby-Jackson · Willington Wright · Kendall Ellis · Ryan Willie (elim.) | 3:10,73 WL CR | Holandia · Isayah Boers · Lieke Klaver · Isaya Klein Ikkink · Femke Bol | 3:11,45 SB | Irlandia · Cillin Greene · Rhasidat Adeleke · Thomas Barr · Sharlene Mawdsley | 3:11,53 NR | [ 9 ]  |

## Klasyfikacja medalowa
| Miejsce | Reprezentacja     | Złoto | Srebro | Brąz | Razem |
| 1.      | Stany Zjednoczone | 4     | 0      | 0    | 4     |
| 2.      | Botswana          | 1     | 0      | 0    | 1     |
| 3.      | Francja           | 0     | 1      | 1    | 2     |
| 3.      | Kanada            | 0     | 1      | 1    | 2     |
| 5.      | Holandia          | 0     | 1      | 0    | 1     |
| 5.      | Polska            | 0     | 1      | 0    | 1     |
| 5.      | Południowa Afryka | 0     | 1      | 0    | 1     |
| 8.      | Belgia            | 0     | 0      | 1    | 1     |
| 8.      | Irlandia          | 0     | 0      | 1    | 1     |
| 8.      | Wielka Brytania   | 0     | 0      | 1    | 1     |
| RAZEM   | RAZEM             | 5     | 5      | 5    | 15    |